# Boinville-en-Woëvre
Boinville-en-Woëvre é uma comuna francesa na região administrativa de Grande Leste, no departamento de Meuse. Estende-se por uma área de 5,65 km². Em 2010 a comuna tinha 79 habitantes (densidade: 14 hab./km²).